# That’s Me
That’s Me ist ein US-amerikanischer tragikomischer Kurzfilm von Walker Stuart aus dem Jahr 1963, der für den von ihm auch produzierten Film eine Oscarnominierung erhielt.

## Inhalt
Ein Gitarrist aus Puerto Rico, den es nach New York verschlagen hat, hat mit Schwierigkeiten zu kämpfen, die die neue Umgebung und das ungewohnte Umfeld ihm bereiten. Die Eingewöhnung in die ihm fremde Stadt will einfach nicht gelingen. Ein engagierter Sozialarbeiter versucht ihm zur Seite zu stehen und ihm den Start in sein neues Leben zu erleichtern. Verbindend ist die Musik, die auch in schweren Momenten Trost spendet.

## Produktion
Produziert wurde der Film von Pathé Contemporary Films. Die Filmaufnahmen entstanden in New York sowie im Central Park im Zentrum Manhattans in New York.

## Auszeichnungen
Oscarverleihung 1964
- Nominierter: Walker Stuart mit dem Film in der Kategorie „Bester Kurzfilm“ (Live Action). Der Oscar ging jedoch an Paul de Roubaix und Marcel Ichac und den Film La rivière du hibou, in dem es um eine Exekution während des Sezessionskrieges geht, und dessen Handlung auf der Kurzgeschichte An Occurrence at Owl Creek Bridge von Ambrose Bierce beruht.